# Mainstream-økonomi
Mainstream-økonomi refererer til bredt accepterede økonomiske teorier, som der undervises i på de fleste universiteter. Det opfattes ofte som mere eller mindre synonymt med neoklassisk økonomi, især med den nye neoklassiske syntese, der kombinerer nyklassiske metoder og en keynesiansk tilgang til makroøkonomi. Mainstream-økonomi omfatter en række forskellige økonomisk-teoretiske tilgange, herunder de to dominerende nutidige makroøkonomiske retninger, nykeynesiansk og nyklassisk makroøkonomi. Uden for mainstream-økonomien står forskellige heterodokse økonomiske retninger, f.eks. postkeynesianerne.

## Historie
Begrebet mainstream-økonomi begyndte at blive alment brugt i slutningen af det 20. århundrede. Det optræder i 2001-udgaven af den meget udbredte lærebog Economics, skrevet af Paul Samuelson og William Nordhaus, hvor der bagerst på indersiden af omslaget er tegnet et  ”Økonomiens stamtræ” med pile ind i ” Moderne mainstream-økonomi” fra J.M. Keynes (1936) og neoklassisk økonomi (1860–1910).

## Definition
Som navnet antyder, omfatter mainstream-økonomi det, som der på ethvert tidspunkt er bred enighed om blandt de fleste økonomiske videnskabsmænd. Indholdet vil derfor ændre sig over tid, efterhånden som økonomisk teori udvikler sig. Man kan derfor næppe heller definere helt præcist, hvad der adskiller mainstream-økonomi fra anden (også kaldet heterodoks) økonomi. Nogle almindelige karakteristika ved mainstream-økonomi er dog:
- Antagelser om rationel adfærd (herunder også rationelle forventninger til fremtiden).
- Optimerende aktører, f.eks. nyttemaksimerende husholdninger og profitmaksimerende virksomheder
- Markeder med forskellige karakteristika (f.eks. fuldkommen konkurrence eller forskellige former for markedsfejl)

Andre har defineret mainstream-økonomi ud fra dens metoder, ikke mindst vægten på matematiske modeller med brug af differentialregning og optimering.

## Kritik og udvikling
Mainstream-økonomien er jævnligt udsat fra kritik fra konkurrerende, heterodokse økonomiske retninger. Som følge af finanskrisen har noget af denne kritik fået fornyet styrke i de senere år. Også en række mainstream-økonomer har peget på, at erfaringerne fra finanskrisen peger på et behov for at udvikle de dominerende økonomiske modeller, ikke mindst i retning af at lægge større vægt på den betydning, de finansielle markeder har for samfundsøkonomiens virkemåde.
En nyere udfordring, som i højere grad er kommet inde fra økonomernes egne rækker, er fremkomsten af disciplinen adfærdsøkonomi, som på systematisk eksperimentel basis forsøger at inkorporere indsigt fra psykologiske undersøgelser af menneskers adfærd i økonomisk tankegang. Adfærdsøkonomiens resultater er på en række områder i konflikt med hidtidige opfattelser af rationel adfærd i økonomisk teori. På dette punkt har der i det 21. århundrede været en bevægelse i retning af at modificere traditionelle økonomisk-teoretiske resultater og tankegange i lyset af indsigten fra adfærdsøkonomien.